# 컴퍼니 멘
《더 컴퍼니 맨》(영어: The Company Men)은 미국의 드라마 영화이다. 존 웰스가 연출하였고, 벤 애플렉, 토미 리 존스, 크리스 쿠퍼, 케빈 코스트너 등이 출연하였다. 2010년 1월 22일 제26회 선댄스 영화제에서 전 세계 최초로 상영되었고, 약 1년 후인 2011년 1월 21일 미국, 캐나다에서 제한 상영으로 공개되었다.

## 줄거리
글로벌 운송 시스템(Global Transportation Systems, GTX)이라는 대형 조선 회사가 경기 침체로 인해 대규모 감원을 단행하면서 이야기가 시작된다. 고액 연봉을 받으며 승승장구하던 회사원 보비 워커는 갑작스러운 해고 통보를 받게 되고, 이후 호화로운 삶을 유지할 수 없게 된다. 보비는 컨트리 클럽 회원 자격을 잃고, 포르셰를 팔고, 결국에는 융자가 많이 남은 집을 팔아 부모님 댁으로 이사한다. 결국 보비는 블루 칼라 처남이 운영하는 일용직 건설 현장에서 육체노동을 하게 된다.
한편 GTX의 부사장인 진 매클레리는 회사의 구조 조정 방식에 반발하며 CEO인 제임스 샐린저에게 날카로운 질문을 던진다. 회사가 새로운 본사 건물을 짓는 데 돈을 쓰면서 직원들을 해고하는 것이 윤리적으로 옳은 일인지에 대한 의문을 제기하는 것이다. 하지만 샐린저는 회사의 주가를 높이고 적대적 인수 합병을 막기 위해 불가피한 조치라고 주장한다. 이후 추가 감원이 결정되고, 30년 동안 공장에서부터 임원 자리까지 오른 필 우드워드마저 해고된다. 매클레리는 불륜 상대인 인사부장 샐리 윌콕스에게 우드워드를 다시 고용하라고 요구하지만, 샐리는 매클레리에게 그 역시 해고 대상이라는 사실을 알려준다. 이후 매클레리는 아내와 헤어지고 샐리와 함께 살게 된다.
우드워드는 새로운 직업을 찾으려고 하지만 번번이 실패한다. 그는 새로운 일이나 젊은 사람들이 어려워하는 일을 하기에 나이가 너무 많다는 이유로 거절을 당한다. 결국 그는 실업 상태를 이웃에게 숨기기 위해 매일 아침 서류 가방을 들고 집을 나서는 시늉을 하지만, 계속 쌓여가는 고지서와 딸의 대학 등록금을 감당할 수 없게 되자 절망에 빠져 자살한다.
GTX 주주인 매클레리는 해고 사태로 인해 회사의 주식 가치가 상승하면서 부유해지지만 회사가 많은 사람들의 삶을 망친 것에 죄책감을 느끼고, 사람들에게 일자리를 제공해야 한다는 생각을 한다. 그는 과거 GTX의 주력 사업이었던 해양 조선 분야에서 새로운 회사를 설립하고, 보비를 첫 번째 직원으로 고용한다. 텅 빈 사무실에서 보비는 옛 GTX 직원들과 함께 새로운 사업을 시작하게 된다.

## 출연진
- 벤 애플렉 - 보비 워커 역
- 토미 리 존스 - 진 매클레리 역
- 크리스 쿠퍼 - 필 우드워드 역
- 케빈 코스트너 - 잭 돌런 역
- 로즈마리 디윗 - 매기 워커 역
- 마리아 벨로 - 샐리 윌콕스 역
- 크레이그 T. 넬슨 - 제임스 샐린저 역
- 에이먼 워커 - 대니 역
- 데이나 에스컬슨 - 디드러 돌런 역
- 퍼트리샤 컬렘버 - 신시아 매클레리 역
- 케이디 허프먼 - 조애나 역